# Miguel Poblet
Miguel Poblet (Moncada Y Reixach, 18 maart 1928 – Barcelona, 6 april 2013) was een Spaans wielrenner. In 1955 was hij de eerste Spaanse geletruidrager ooit in de Ronde van Frankrijk. Hij was ook de eerste renner die op één seizoen erin slaagde in de drie Grote Rondes een etappezege te behalen. Met de winst in Milaan-San Remo in 1957 werd Poblet tevens de eerste Spanjaard met een monument op zijn palmares. Na zijn carrière werd hij organisator van de Ronde van Catalonië en voorzitter van de Catalaanse wielerbond.
In 2013 overleed Poblet aan een nierfalen.

## Belangrijkste overwinningen
1945
- Trofeo Jaumendreu

1947
- Trofeo Jaumendreu

1949
- Spaans kampioen Sprint (baan), Elite

1951
- Spaans kampioen Sprint (baan), Elite

1952
- Eindklassement Ronde van Catalonië

1954
- Trofeo Masferrer

1955
- 1e etappe Ruta del Sol

1956
- 3e, 5e en 6e etappe Ronde van Spanje
- 4e, 8e, 15e en 17e étappe Ronde van Italië
- 8e etappe Ronde van Frankrijk

1957
- Milaan-San Remo
- Spaans kampioen Sprint (baan), Elite
- Milaan-Turijn

1958
- 1e etappe deel B Driedaagse van Antwerpen
- GP de Bilbao
- 5e etappe deel B Parijs-Nice

1959
- Milaan-San Remo
- Spaans kampioen Sprint (baan), Elite

1960
- Eindklassement Ronde van Catalonië
- Spaans kampioen Sprint (baan), Elite
- 4e etappe Giro d'Italia
- 7e etappe deel A Giro d'Italia
- 9e etappe deel B Giro d'Italia (ex Aequo met Jacques Anquetil

1961
- Spaans kampioen Sprint (baan), Elite
- 1e etappe Giro d'Italia
- 2e etappe Giro d'Italia
- 21e etappe Giro d'Italia

1962
- Spaans kampioen Sprint (baan), Elite

## Resultaten in voornaamste wedstrijden
| Jaar | Ronde van Italië | Ronde van Frankrijk | Ronde van Spanje |
| ---- | ---------------- | ------------------- | ---------------- |
| 1954 |                  |                     |                  |
| 1955 |                  | 26e (2)             | opgave           |
| 1956 | opgave (4)       | opgave (1)          | opgave (3)       |
| 1957 | 6e (4)           | opgave              |                  |
| 1958 | 6e (3)           |                     |                  |
| 1959 | 6e (3)           |                     |                  |
| 1960 | 25e (3)          |                     |                  |
| 1961 | 41e (3)          |                     |                  |

| Jaar | Milaan-San Remo | Parijs-Roubaix | Ronde van Lombardije | Parijs-Brussel |  | WK op de weg |  | Wereldranglijsten |
| ---- | --------------- | -------------- | -------------------- | -------------- |  | ------------ |  | ----------------- |
| 1954 |                 | 40e            |                      |                |  |              |  |                   |
| 1955 |                 | 32e            |                      |                |  |              |  |                   |
| 1956 |                 |                | 31e                  |                |  |              |  |                   |
| 1957 | Goud            | 26e            | 10e                  |                |  |              |  | 5e (CDC)          |
| 1958 | Zilver          | ↑              | Zilver               |                |  | 11e          |  | 4e (CDC)          |
| 1959 | Goud            | 37e            | Brons                | Brons          |  |              |  |                   |
| 1960 | 26e             | ↑              | 12e                  |                |  | 24e          |  |                   |
| 1961 | 39e             |                |                      |                |  |              |  |                   |